# Gioacchino Pessuti
Gioacchino Pessuti, né le 13 avril 1743 à Rome et mort dans cette même ville le 20 octobre 1814, est un mathématicien italien.

## Biographie
Né à Rome en 1743, il fait de brillantes études et s’applique spécialement aux mathématiques. Jeune encore et quoiqu’il n’ait publié aucun ouvrage sur cette science, il a déjà une telle réputation que l’impératrice Catherine II l’appelle en Russie et le nomme professeur au Collège des Cadets à Saint-Pétersbourg. Là il connait Euler, qui, appréciateur de ses talents, ne cesse de lui témoigner une bienveillance particulière. Mais l’âpreté du climat ne permettant pas à Pessuti de résider longtemps dans ce pays, il reprend la route de l’Italie. Pendant un voyage qu’il fait en France, il vient à Paris, où il est très bien accueilli par les savants, entre autres Condorcet et d’Alembert, avec lesquels il se lie d’amitié et reste toujours en correspondance. Revenu à Rome, il obtient au Collège de la Sapience la chaire de mathématiques appliquées, et publie d’importants écrits sur l’hydraulique et sur l’astronomie. Lorsque les États pontificaux sont envahis par l’armée française en 1798 et que la République romaine est proclamée, Pessuti, admirateur enthousiaste de l’antiquité, accepte les fonctions de consul dans ce gouvernement éphémère, dont la chute le ramène bientôt à ses travaux scientifiques. Il meurt en 1814. Plusieurs académies, notamment la société italienne, le comptaient au nombre de leurs membres.

## Œuvres
- Réflexions analytiques sur une lettre de Riccati, Rome, 1777, in-8°. Pessuti avait signalé quelques erreurs dans les Institutiones analyticæ du P. Riccati ; celui-ci lui répondit par une lettre où se trouvaient encore de nouvelles erreurs ; mais Pessuti, plein de respect pour ce savant et ne voulant pas lui causer de chagrin, ne publia sa réplique qu’après la mort de Riccati.
- Sur la théorie des trombes hydrauliques et sur la loi de la vitesse de l’eau provenant des petits trous des vases, Rome, 1789, in-8° ;
- Sur le maniement et les mages du théodolite, Rome, 1794, in-8° ;
- Mémoire pour déterminer les occultations des étoiles fixes derrière le disque de la lune, Rome, 1802, in-8°. Ce travail, qui décèle de profondes connaissances en astronomie, ajouta beaucoup à la réputation de Pessuti et lui mérita d’honorables suffrages.

On trouve dans les Mémoires de la société italienne divers articles remarquables de cet auteur :
- Nouvelles considérations sur quelques propriétés singulières de la formule du binôme de Newton (vol. 11) ;
- Considérations sur un problème mécanique (vol. 13) ;
- Méthode d’approximation pour la résolution numérique de toutes sortes d’équations (même volume) ;
- Théorie de l’action des tubes capillaires (vol. 14) ;
- Nouvelle méthode de la trigonométrie sphérique (vol. 13). Pessuti a laissé plusieurs opuscules inédits, entre autres un Traité sur les fonctions dérivées et des Annotations à la Mécanique céleste de Laplace. Il était aussi très-versé dans la littérature et concourut aux publications périodiques de Bianconi.